# Diagoras ephialtes
Diagoras ephialtes är en insektsart som beskrevs av Carl Stål 1877. Diagoras ephialtes ingår i släktet Diagoras och familjen Phasmatidae. Inga underarter finns listade i Catalogue of Life.